# Karsten Hansen
Karsten Hansen (Søldarfjørður, 1944. augusztus 18.) feröeri politikus, a Miðflokkurin tagja.

## Pályafutása
Végzettségére nézve rendőr. 1959–1962 között tengerészként, majd 1963–1966-ig kereskedőként dolgozott. 1966-tól rendőr, 1985-től Norðoyar régió rendőrkapitánya (sýslumaður).
1989–1998 között Klaksvík község tanácsának tagja, 1993–1998-ig alpolgármester volt.

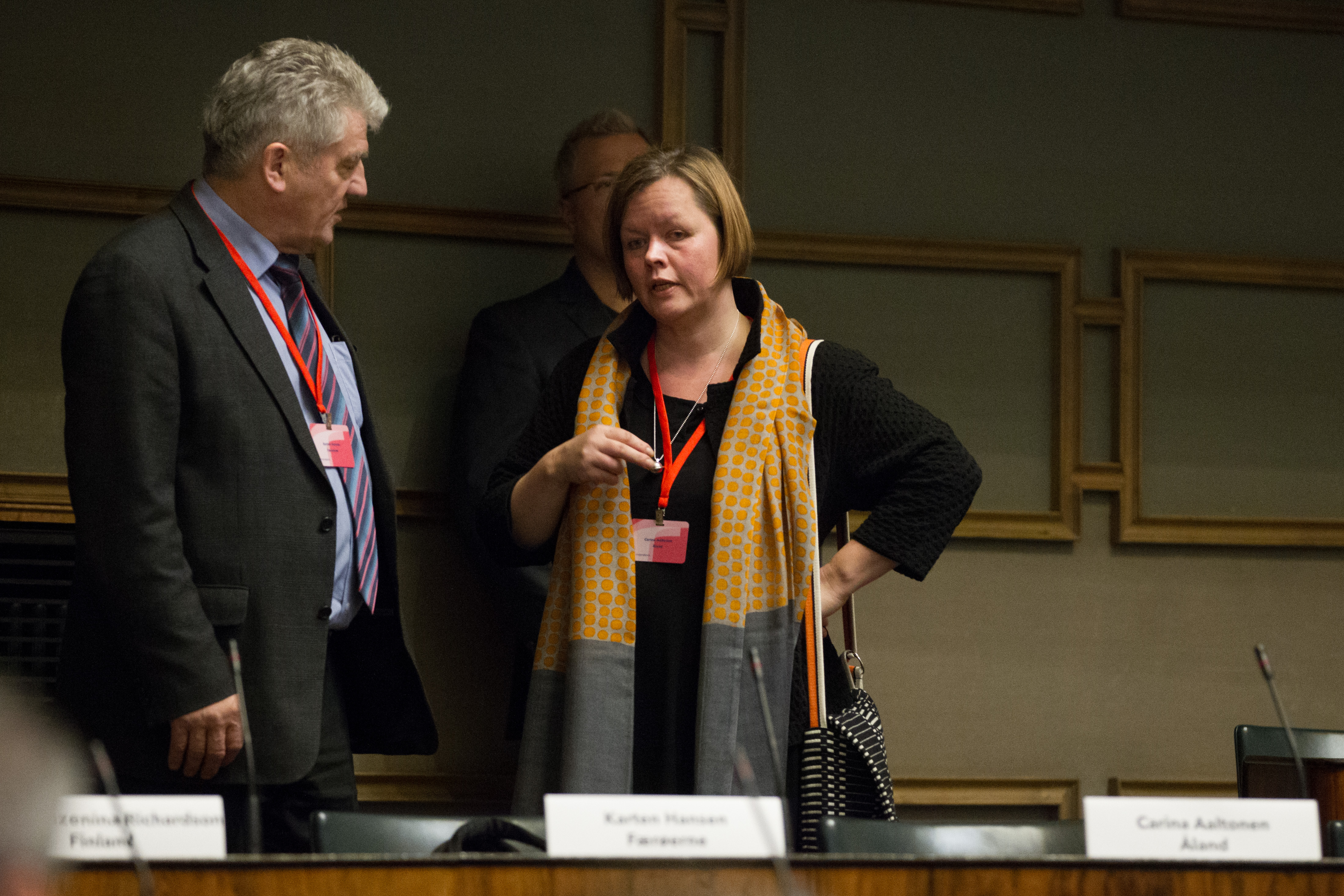
Hansen (balra) az Északi Tanács ülésén 2012-ben, Carina Aaltonen ålandi politikussal

1998–2003 között a Tjóðveldisflokkurin színeiben volt pénzügyminiszter, majd 2004-ben már a Miðflokkurin képviselőjeként került be a Løgtingbe. 2008-ban Jóannes Eidesgaard második kormányának pénzügyminisztere, 2011-től 2015-ig Kaj Leo Johannesen második kormányának egészségügy-minisztere volt.

## Magánélete
Szülei Andrea és Frederik Hansen Søldarfjørðurból. Felesége Gull-Britt Hansen szül. Hinge Koppenhágából. Két fiuk és két lányuk van. Jelenleg Klaksvíkban él.